# Тетрародийпентасамарий
Тетрародийпентасамарий — бинарное неорганическое соединение
самария и родия
с формулой Rh4Sm5,
серые кристаллы.

## Получение
- Спекание стехиометрических количеств чистых веществ:

{\displaystyle {\mathsf {5Sm+4Rh\ {\xrightarrow {1450^{o}C}}\ Rh_{4}Sm_{5}}}}

## Физические свойства
Тетрародийпентасамарий образует кристаллы
ромбической сингонии,
пространственная группа P nma,
параметры ячейки a = 0,7335 нм, b = 1,467 нм, c = 0,7557 нм, Z = 4,
структура типа пентасамарийтетрагермания Ge4Sm5
.
Соединение конгруэнтно плавится при температуре ≈1450°С
.